# Good! Afternoon
Good! Afternoon (jap. good!アフタヌーン) ist ein japanisches Manga-Magazin, das sich an junge Männer richtet und daher zur Seinen-Kategorie gezählt wird. Es erscheint seit 2008 bei Kōdansha. Das zunächst alle zwei Monate erscheinende Magazin wird seit November 2012 monatlich herausgegeben.

## Serien (Auswahl)
- Ajin – Demi-Human von Tsuina Miura und Gamon Sakurai
- Grand Blue von Kenji Inoue und Kimitake Yoshioka
- Hanebado! von Kosuke Hamada
- Jūō Mujin no Fafnir von Tsukasa und Saburouta
- K: Stray Dog Story von GoRa und Saki Minato
- Maria: The Virgin Witch von Masayuki Ishikawa
- Occultic;Nine von Ganjii
- Quin Zaza – Die letzten Drachenfänger von Taku Kuwabara
- Sweetness and Lightning von Gido Amagakure
- Witch Craft Works von Ryū Mizunagi